# Volders
Volders är en ort och kommun i distriktet Innsbruck-Land i förbundslandet Tyrolen i Österrike. Kommunen ligger 13 km öster om Tyrolens huvudstad Innsbruck på den södra sidan av floden Inn. Den har 4 585 invånare (2024) och består av tre orter (Ortschaften) (inom parentes invånarantal 1 januari 2024):
- Großvolderberg (491)
- Kleinvolderberg (195)
- Volders (3 899)